# Vachellia gladiata
Vachellia gladiata är en ärtväxtart som först beskrevs av William Edwin Safford och som fick sitt nu gällande namn av Seigler och Ebinger.
Vachellia gladiata ingår i släktet Vachellia och familjen ärtväxter. Inga underarter finns listade i Catalogue of Life.